# Spartatouille
Pour plus de détails, voir Fiche technique et Distribution.
Spartatouille (Meet the Spartans), ou Voici les Spartiates au Québec, est un film américain réalisé, écrit et co-produit par Jason Friedberg et Aaron Seltzer, sorti le 25 janvier 2008. Il s'agit de leur premier film produit par le producteur Peter Safran. Le film est une parodie le film 300 de Zack Snyder, bien qu'il fasse également référence à de nombreux autres films, émissions de télévision, personnes et événements culturels pop de l'époque, d'une manière similaire aux films précédents dans lesquels Friedberg et Seltzer avaient été impliqués tels que Scary Movie, Sexy Movie et Big Movie. Le film met en vedette Sean Maguire, Carmen Electra, Ken Davitian et Kevin Sorbo.
Le scénario de départ est assez proche de celui de 300, mais il s'en éloigne assez rapidement. Spartatouille a ouvert à la première place du box-office américain. Malgré des critiques extrêmement négatives et une apparition dans plusieurs listes des pires films jamais réalisés, ce fut un succès au box-office, rapportant 84 millions de dollars pour un budget de 30 millions de dollars.

## Synopsis
Un ancien spartiate inspecte trois bébés. Le premier, un bébé ogre laid et parlant (Shrek le troisième), est abandonné pour mourir à cause de sa difformité; tandis que Brad Pitt et Angelina Jolie adoptent le deuxième, qui est vietnamien. Le troisième, Léonidas, est accepté comme Spartiate en raison de son physique musclé déjà présent et est préparé à la royauté grâce à un entraînement brutal. Un Léonidas adulte est jeté dans la nature, survit à l'hiver rigoureux et traque un pingouin gangster nommé Mumble (Happy Feet). De retour en tant que roi pour son investiture portant un chapeau en peau de pingouin, Léonidas voit Margo danser de manière érotique et lui demande de l'épouser, ce à quoi elle répond en lui donnant la combinaison de sa ceinture de chasteté blindée .
Des années plus tard, Léonidas entraîne son fils lorsque le capitaine l'informe qu'un messager perse est arrivé. Accompagné du politicien spartiate Traitoro, le messager présente les exigences du roi perse Xerxès pour la soumission de Sparte. Après s'être mis en colère contre le manque de respect du messager et l'avoir trouvé en train d'embrasser sa femme, Léonidas le jette dans une fosse. Malgré les conseils de Traitoro selon lesquels les gardes du messager sont désormais nécessaires pour transmettre le message réel, Léonidas les jette également dans une fosse, ainsi que Britney Spears et Kevin Federline, Sanjaya Malakar, Ryan Seacrest et les juges d'American Idol, Simon Cowel, Randy Jackson et Paula Abdul. Résolu à affronter les Perses, Léonidas rend visite aux prophètes et leur donne des médicaments tels que le Neutrogena comme offrande pour leur consultation. Ils lui conseillent de consulter l'Oracle pour tout conseil. L'Oracle Ugly Betty révèle que Léonidas mourra s'il part en guerre.
Après avoir pris sa décision en passant la nuit avec sa femme, Léonidas rencontre les soldats rassemblés pour son départ vers les Thermopyles et découvre que seuls treize d'entre eux ont été acceptés dans l'armée en raison d'exigences strictes. Parmi eux se trouvent le capitaine, son fils Sonio et un Spartiate légèrement inapte nommé Dilio. Une fois aux Portes Chaudes, ils rencontrent une Paris Hilton déformée qui raconte à Léonidas et au capitaine l'existence d'un ancien chemin secret au-dessus des Portes Chaudes que Xerxès pourrait utiliser pour prendre les Spartiates par surprise et les vaincre. Lorsqu'elle demande à être nommée soldat spartiate, Léonidas la rejette car elle n'est pas qualifiée car elle ne sait pas utiliser correctement une lance. Léonidas et son peloton affrontent bientôt le messager de Xerxès et ses Immortels, les battant dans un concours de danse (façon Steppin') avant de les faire tomber d'une falaise. Xerxès, impressionné, s'approche personnellement de Léonidas et tente de le soudoyer avec un voyage au Palms Hotel and Casino (parodie du jeu télévisé : À prendre ou à laisser aussi connu aux États-Unis sous le nom de : Deal or no Deal). Léonidas décline l'offre, et les Spartiates affrontent l'armée perse dans un combat de blagues « Yo Momma », que les Spartiates remportent, mais Dilio se fait arracher les yeux (comme Justin Long dans Jeepers Creepers) et reçoit pour mission par Léonidas de narrer les exploits de Léonidas à la reine Margo.
Décidant de trahir les Spartiates, Hilton dit à Xerxès où se trouve l'ancien chemin en échange de divers cadeaux et de l'ablation de sa bosse déformée. Xerxès rencontre les douze Spartiates restants et la guerre commence. Pendant ce temps, de retour à Sparte, la reine Margo a plusieurs confrontations avec Traitoro, car il est le vote vital pour envoyer plus de troupes pour aider son mari. Après son discours au conseil, Traitoro trahit publiquement la reine, qui le combat alors dans une parodie de Spider-Man 3 avec Margo sous le costume de Symbiote et Traitorio en parodie de l'homme-sable et le bat à l'aide d'un aspirateur. La tromperie de Traitoro étant exposée, le conseil s'unit à la reine.
Lors de la bataille des Thermopyles, les Perses présentent leurs armes secrètes, le super-héros : Ghost Rider qui est hors de combat lorsque Sonio éteint ses flammes (la source de son pouvoir) avec un extincteur et le légendaire boxeur poids loud : Rocky Balboa, qui tue Sonio d'un uppercut qui lui arrache la tête. Le capitaine le venge en empoisonnant Rocky Balboa avec du botox avant d'être transpercé d'une lance par Xerxès. Leonidas poursuit Xerxès et joue à Grand Theft Auto: San Andreas. Parvenant à trouver l'allspark, Xerxès l'utilise dans une voiture pour devenir Xerxestron, un puissant cyborg et montre ses pouvoirs qui est la vidéo Leave Britney Alone ! sur YouTube. Cependant, Xerxestron trébuche accidentellement sur sa rallonge et tombe sur Leonidas et les Spartiates survivants, les tuant. L'aveugle Dilio retourne finalement à Sparte pour informer la reine Margo de la mort de Leonidas. Un an plus tard, Dilio dirige une force spartiate plus importante pour vaincre les Perses, mais le guerrier aveugle finit par prendre la mauvaise direction. Ils se retrouvent à Malibu, où ils renversent Lindsay Lohan alors qu'elle sort à nouveau d'une cure de désintoxication.
Le film se termine avec les personnages chantant I Will Survive dans l'émission American Idol ainsi que le générique montrant plusieurs scènes du film comme la Reine Margo transformée en Spider-Man se faisant virer par Donald Trump ou Rambo travesti en train de danser.

## Fiche technique
- Titre original : Meet the Spartans
- Titre français : Spartatouille
- Titre québécois : Voici les Spartiates
- Réalisation : Jason Friedberg et Aaron Seltzer
- Scénario : Jason Friedberg et Aaron Seltzer
- Production : Jason Friedberg, Aaron Seltzer et Peter Safran
- Distribution : 20th Century Fox
- Musique : Christopher Lennertz
- Photographie : Shawn Maurer
- Montage : Peck Prior
- Costumes : Frank Helmer
- Décors : Teresa Visinar
- Pays d'origine : États-Unis
- Genre : péplum, parodie
- Format : couleurs - 1,85:1 - DTS / Dolby Digital - 35 mm
- Pays de production :  États-Unis
- Durée : 84 minutes et 86 minutes pour la version non censurée[1]
- Sortie : 
  - États-Unis : 25 janvier 2008
  - France : 16 juillet 2008[2]
- Budget : 30 millions de dollars[1]
- Box-office : 84 millions de dollars[3],[4]

## Distribution
- Sean Maguire (VF : Boris Rehlinger ; VQ : Patrick Chouinard) : Léonidas
- Carmen Electra (VF : Barbara Delsol ; VQ : Isabelle Leyrolles) : la reine Margo
- Kevin Sorbo (VF : Jérôme Keen ; VQ : Pierre Therrien) : le capitaine
- Ken Davitian (VF : Michel Mella ; VQ : Manuel Tadros) : Xerxès
- Diedrich Bader (VF : Volodia Serre ; VQ : François Godin) : Tretrus
- Phil Morris (VF : Thierry Desroses) : le messager Perse
- Method Man (VQ : Jean-François Beaupré) : l'émissaire perse
- Travis Van Winkle (VF : Paolo Domingo ; VQ : Philippe Martin) : Sonio
- Jareb Dauplaise (VF : Stanislas Crevillén ; VQ : Hugolin Chevrette) : Dilio
- Jim Piddock (VQ : Jean-François Blanchard) : le loyaliste
- Nicole Parker (VQ : Aline Pinsonneault et Nadia Paradis) : Paris Hilton et Britney Spears
- Robin Atkin Downes (VF : Marc Cassot ; VQ : Sébastien Dhavernas) : le narrateur
- Ike Barinholtz (VF : Gilles Morvan ; VQ : Gilbert Lachance) : Dane Cook / Le Chiffre / Prophète

VF (Version Française), VQ (Version Québécoise)

## Parodies
Le film Spartatouille (Meet the Spartans) de Jason Friedberg et Aaron Seltzer est une parodie axée principalement sur le film 300 de Zack Snyder, tout en intégrant des blagues sur la culture pop et des caricatures de célébrités de l’époque.

### Liste des parodies[7],[8]
Films et séries TV
- 300 (parodie principale) : Le film suit la trame générale de 300, parodiant des scènes célèbres :

- - La scène où Léonidas crie "This is Sparta!" est exagérée, avec des gags physiques absurdes.

- - Les entraînements spartiates sont ridiculisés, montrant des guerriers en couches ou en situation ridicule.

- - Xerxès est caricaturé en figure efféminée et absurde, entouré de personnages exagérément flamboyants.
- Shrek le troisième : Une parodie inclut un "Shrek" humain et d’autres références aux films d'animation populaires.
- Ghost Rider : Une scène montre un personnage imitant Ghost Rider, exagérant son apparence et ses pouvoirs.
- Happy Feet : Une séquence parodie les pingouins de Happy Feet, ajoutant un humour slapstick aux personnages.
- Casino Royale : Une scène introduit une référence au James Bond de Daniel Craig, mêlant un gag autour de son style emblématique.
- Deal or No Deal : Un moment inclut une référence au jeu télévisé, moquant les choix absurdes des personnages.
- American Idol : Une séquence imite les auditions du célèbre télé-crochet, exagérant les critiques des jurés.
- Spider-Man 3 : Le personnage de Carmen Electra se transforme brièvement en Spider-Man dans une scène parodique.
- Stomp the Yard : L'armée de Xerxès s'engage dans une bataille de danse faisant référence au film.
- Rocky : C'est l'une des créatures utilisées par Xerxès lors du combats final
- GTA San Andreas : Lors du combats de fin, un Spartiate monte dans une voiture, et utilise des mitrailleuses avec tatoué San Andreas
- Rambo : Brièvement parodié au générique.
- Ugly Betty : référencé à travers une caricature humoristique du personnage titulaire.

Célébrités
- Britney Spears

- Paris Hilton

- Lindsay Lohan

Marques et produits
- Budweiser

- Subway

Ce mélange de références à la culture pop et de scènes directement issues de 300 crée une satire volontairement absurde, mais souvent critiquée pour son humour simpliste.

## Production

### Pré-production

#### Écriture[9],[10]
L'écriture, comme pour la plupart des productions de Jason Friedberg et Aaron Seltzer, suit des phases spécifiques caractéristiques de leur style parodique. Ces étapes mettent l’accent sur le pastiche et l’insertion de références culturelles.
L'équipe commence par décortiquer 300, le film principal parodié. Ils identifient les moments iconiques, les dialogues mémorables, et les scènes visuellement marquantes (comme le fameux « This is Sparta! »). Ces éléments deviennent la base des gags et détournements.
Friedberg et Seltzer analysent les tendances culturelles et médiatiques contemporaines (2006-2008) pour inclure des références qui résonneront avec le public. Cela inclut des célébrités (Britney Spears, Paris Hilton), des émissions télévisées (American Idol, Deal or No Deal), des marques (Budweiser, Subway), et des scandales récents.
Plutôt que de construire une intrigue complexe, le scénario est un prétexte pour enchaîner des sketches comiques. Cependant, une trame minimale est établie, calquée sur celle de 300 :
Chaque scène du matériel source est reformatée pour inclure un gag. Par exemple, le célèbre entraînement spartiate devient une série de tests absurdes comme porter des couches pour adultes.
Chaque scène est pensée pour inclure des éléments visuels exagérés.
Xerxès, est présenté comme une figure imposante dans 300, est ridiculisé en tant que personnage caricatural, couvert de bijoux et efféminé.
Les costumes et accessoires sont volontairement absurdes, comme le slip en cuir surdimensionné de Leonidas.
Une partie des dialogues et situations est directement liée à des mèmes ou scandales actuels, comme Britney Spears se rasant la tête ou la chute de Paris Hilton dans les médias.
Fidèles à leur style, les auteurs incluent beaucoup d'humour corporel, souvent grossier, qui cible un public adolescent.
Les scénarios de Friedberg et Seltzer sont conçus pour maximiser le potentiel commercial. Ils collaborent avec les producteurs pour s'assurer que les blagues seront comprises par un large public.
Certains gags sont testés en interne ou via des projections privées pour évaluer leur impact comique. Les blagues trop obscures ou mal reçues sont retravaillées ou supprimées.
En fonction des événements récents, des blagues ou personnages peuvent être ajoutés à la dernière minute pour rester pertinents. L'humour basé sur la culture pop évolue rapidement, et cette flexibilité est cruciale pour ce genre de film.
Les dialogues sont intentionnellement courts, directs, et remplis de punchlines. L'objectif est de maintenir un rythme rapide, sans laisser de temps mort entre les blagues.
Les acteurs principaux, comme Sean Maguire, sont parfois encouragés à improviser pour ajouter une touche spontanée aux scènes.
Une fois le scénario finalisé, il est divisé en scènes avec des annotations sur les références visuelles, les costumes, et les effets nécessaires.
Avant le tournage, les scénaristes effectuent une dernière révision pour intégrer des idées venues des autres départements (costumes, décors, effets spéciaux).
Le processus d’écriture de Spartatouille repose sur l’identification d’éléments culturels à parodier, leur intégration dans une trame inspirée du matériel source, et un développement intensif de sketches visuels et dialogués. Ce modèle, bien que critiqué pour son manque de profondeur, est conçu pour captiver un public en quête d'humour simple et référentiel.

#### Casting
Le processus de casting de Spartatouille, connu pour son ton satirique, impliquait de trouver des acteurs capables d'incarner à la fois des versions exagérées des personnages emblématiques de 300 et des caricatures de diverses célébrités. Les directeurs de casting, Eyde Belasco et Lisa Mae Fincannon, ont supervisé la sélection d'un groupe diversifié d'interprètes, mêlant acteurs comiques et imitateurs de célébrités reconnaissables.
Sean Maguire a été choisi pour incarner le roi Leonidas pour sa capacité à parodier la performance intense de Gerard Butler dans 300 tout en conservant un côté comique.
Carmen Electra, connue pour ses rôles comiques dans des parodies, a joué la reine Margo, capitalisant sur son attrait physique et son timing comique.
Kevin Sorbo, en tant que capitaine Artemis, a apporté son expérience d'Hercules : Les Voyages Légendaires pour ajouter de l'humour à un personnage traditionnellement héroïque.
Le film mettait en vedette Nicole Parker et Ike Barinholtz, qui incarnaient diverses célébrités, telles que Paris Hilton et Dane Cook, nécessitant des acteurs doués en mimétisme et en comédie physique.
Le casting des rôles mineurs comprenait des imitateurs d'icônes de la culture pop comme Britney Spears, Donald Trump et Tyra Banks, en mettant l'accent sur des performances comiques exagérées.
Le casting a donné la priorité aux acteurs capables non seulement de prononcer des répliques, mais également d'adopter le style parodique exagéré. La ressemblance physique et la capacité à simuler des personnalités du monde réel étaient des facteurs critiques.
Le casting reflète la volonté des réalisateurs de réaliser un film riche en gags visuels et culturels, créant ainsi un ensemble capable de soutenir l'humour chaotique du film. Pour plus de détails, vous pouvez explorer le ou d'autres résumés disponibles en ligne.

### Tournage
Le tournage de Spartatouille a eu lieu principalement à la Nouvelle-Orléans, une ville qui est devenue un lieu de tournage populaire pour les films à petit budget à cette époque. La production a commencé en août 2007, dirigée par les réalisateurs Jason Friedberg et Aaron Seltzer, connus pour leurs parodies de films comme Scary Movie, Sexy Movie et Big Movie. Le film se concentre sur des scènes d'action grandioses typiques des productions comme 300, mais avec une touche de comédie et de parodie.
Le tournage a impliqué des scènes intensives et des effets spéciaux. Les réalisateurs ont dû recréer les célèbres scènes de batailles à grande échelle du film 300, tout en ajoutant des éléments comiques et des références à d'autres films populaires de l'époque. Une grande partie de l’humour repose sur des références à des icônes de la culture pop et des films récents.
Le budget du film s’élevait à environ 30 millions de dollars, ce qui a permis à la production d’engager des acteurs tels que Carmen Electra, Kevin Sorbo et Sean Maguire. Le film a été un succès au box-office malgré des critiques très négatives, probablement en raison de son humour exagéré et de son ton de parodie.
Le tournage s'est achevé en octobre 2007.

### Post-production

#### Effets spéciaux et animation[15]
Le film a nécessité l'utilisation d'effets spéciaux numériques, notamment pour les scènes de bataille et les diverses scènes de parodie d'animations et de films d’action. Les effets étaient souvent caricaturaux et exagérés pour accentuer le comique.
Pour certaines scènes, des animations et des effets spéciaux ont été utilisés pour accentuer le côté absurde du film. Par exemple, les scènes mettant en scène des personnages comme Britney Spears ou Paris Hilton ont souvent eu recours à des effets visuels pour les rendre plus comiques et exagérés.
En résumé, la post-production de Meet the Spartans a été un processus rapide et axé sur la création de visuels drôles et percutants, en mettant l'accent sur la parodie et l'humour visuel.

## Accueil

### Accueil critique
Spartatouille a été universellement critiqué par les critiques.
Sur l'agrégateur de critiques Rotten Tomatoes, le film a un taux d'approbation de 2 % sur la base de 49 critiques, avec une note moyenne de 2,40/10. Le consensus critique du site se lit comme suit : « Une perte de temps fatiguée, peu drôle et offensante, Spartouille gratte le fond du baril cinématographique ».
Sur Metacritic, le film a reçu une note de 9 sur la base de 11 critiques, indiquant une « aversion écrasante », étant le film le plus mal reçu par les réalisateurs du site.
Les audiences interrogées par CinemaScore ont donné au film une note C− sur une échelle de A+ à F.
Variety l'a qualifié de « paresseux, boiteux et terriblement peu drôle, Meet the Spartans est une autre parodie de genre brouillé ».
Frank Scheck du Hollywood Reporter a écrit: « Les scénaristes-réalisateurs Jason Friedberg et Aaron Seltzer reprennent essentiellement la formule fatiguée de leurs efforts précédents, qui consiste à ajouter autant de références à la culture pop que possible pour masquer le manque de véritable esprit ».
Dans sa critique pour le site Reuters, il écrit: "Les dernières parodies maladroites des créateurs de Sexy Movie et Big Movie rappelle la blague sur deux femmes âgées sortant d'un restaurant. "C'est une nourriture épouvantable", commente l'une. "Et les portions sont si petites, en plus", s'exclame l'autre.
Oui, c'est une vieille blague, mais pas plus vieille que la pléthore de blagues lamentables dans cette parodie heureusement brève (mais pas assez brève) de l'épopée des épées et des sandales "300" qui, sans le générique de fin allongé, dure un peu plus de 70 minutes. Il ne serait pas juste de juger "Meet the Spartans" sur le rapport gag/rires car il n'y a pratiquement pas de rires. Lors d'une projection tôt le vendredi à l'AMC Empire sur la 42e rue à New York (naturellement, il n'y avait pas de projections de presse en avant-première), le silence du public était assourdissant".
Jeannette Catsoulis du New York Times lui a donné une note de 1 sur 5 et a écrit : « Jason Friedberg et Aaron Seltzer, l'équipe derrière Spartatouille, prouvent que ridiculiser les autres films est beaucoup plus facile que de faire le sien ». Catsoulis a déclaré que les diverses réactions du public lors de la projection à laquelle elle a assisté résumaient le mieux la situation : Beurk ! Aaarghh ! Hein ? Le critique Garth Franklin de Dark Horizons l'a qualifié de « l'une des comédies les plus douloureusement mauvaises que j'ai jamais eu à endurer, et j'ai vu les œuvres complètes de Martin Lawrence , Tim Allen , Ice Cube ET Cedric the Entertainer ». Le Radio Times a déclaré : « Après avoir enduré les Sexy Movie et Big Movie , qui sont terriblement peu drôles , on pourrait être pardonné de conclure que l'art de la parodie cinématographique est en déclin terminal. Ce dernier volet de la franchise de Friedberg et Seltzer enfonce un dernier clou dans le cercueil avec une collection absolument atroce de sketches imbéciles... c'est du cinéma de malbouffe à son pire. On a du mal à penser à ce que les futurs historiens de la culture en feront... et de nous ».
Clark Collis d'Entertainment Weekly lui a donné une critique mitigée, félicitant les acteurs pour leurs efforts mais critiquant le scénario et les blagues déjà datées, lui attribuant une note C−.
Gêne Seymour, du site Newsday, nous écrit dans sa critique: "Quel est l'intérêt de faire une parodie plus stupide que ce qu'elle parodie ? « Meet the Spartans » se contente de rires faciles aux dépens de presque tous les excès vulgaires de la culture pop actuelle. Mais il se complaît aussi dans la médiocrité qu'il dénigre au point qu'il est presque impossible de le distinguer de ses cibles les plus stupides.
Pire encore, cette parodie idiote de "300" n'arrive même pas à suivre...".
Garth Franklin, dans sa critique pour Dark Horizons, dit: "Ont-ils appris ? Non, ils sont revenus un an plus tard avec « Epic Movie » – un film parodique encore pire qui s’inspirait en grande partie des « Chroniques de Narnia ». Vient maintenant « Meet the Spartans » qui donne le même traitement à « 300 » et le bourre de gags sur les émissions de télé-réalité, les célébrités des magazines trash ou l’homoérotisme latent de « 300 » (un film qui, comme je l’ai déjà dit, est en fait l’un des plus homophobes que j’ai jamais vu malgré tous les sous-vêtements en cuir)".
La plupart des critiques du film consistaient à ne pas contenir beaucoup de blagues réelles et à s'appuyer trop sur des références à la culture pop. Plusieurs gags récurrents ont été critiqués pour avoir été surutilisés, comme la sexualité ambiguë des Spartiates  et le fait de jeter diverses célébrités dans le Puits de la Mort.

### Box-office
Spartatouille a ouvert à la première place du box-office américain, engrangeant 18 505 530 $ au cours de son premier week-end,  devançant de peu son compatriote John Rambo, qui a été brièvement parodié dans le générique de ce film. Le film a chuté de 60,4 % au cours de son deuxième week-end, engrangeant 7 336 595 $, passant à 2 643 cinémas et se classant quatrième au box-office. Le film a rapporté 38 233 676 $ aux États-Unis et au Canada et 45 787 889 $ à l'international, ce qui représente un total mondial brut de 84 021 565 $.

## Édition vidéo
Les éditions DVD et Blu-ray de Spartatouille ont rapporté environ 38 millions de dollars au total, dans le cadre de leur sortie en juin 2008, avec une vente notable aux États-Unis et en Europe. Ce chiffre inclut les ventes des copies physiques ainsi que des locations. Cependant, le film avait un budget relativement modeste, et ces chiffres ont contribué à son succès commercial malgré les critiques généralement négatives.
En France, le film a été rebaptisé Orgie Movie au moment de sa sortie en DVD.

## Bande originale
Liste des pistes,,
- 1. Land of Sparta
- 2. Survival in the Wild
- 3. A King Returns/The Pit
- 4. A Beast is Defeated
- 5. Courtship & Family
- 6. The Pit of Death
- 7. Dilio Likes Cliff
- 8. Tattoos and Sentiments
- 9. The Army Assembles
- 10. Goodbye My Queen
- 11. He's Got a Huge Package
- 12. Persians Approach
- 13. I Can't Read
- 14. Cliff Diving
- 15. Xerxes Approaches
- 16. The Prophets/A Human Chill
- 17. Do It Like Never Before
- 18. Your King Needs Your Help/Leonidas Steams
- 19. Spiderman Fight
- 20. A Creature Awaits
- 21. Ghost Rider/Rocky
- 22. Final Battle
- 23. Xerxes Transforms
- 24. A God King Falls.

Cette bande originale comprend un mélange d'indices comiques et de références aux films parodiés dans Spartatouille. Pour une expérience complète de la musique, y compris des indices spécifiques liés aux scènes du film, vous pouvez explorer les morceaux via des services de streaming musical ou des bases de données de bandes sonores.
La musique instrumentale du film a été composée par Christopher Lennertz,,,,. Elle a été saluée par Christian Clemmensen de Filmtracks.com, qui l'a considérée comme l'un des plus grands « plaisirs coupables » de 2008.

## Distinctions
Le 21 janvier 2009, le film a reçu cinq nominations pour la 29e cérémonie des Razzie Awards: Pire film (conjointement avec Disaster Movie), Pire actrice dans un second rôle (Carmen Electra), Pire réalisateur, Pire scénario et Pire préquelle, remake, spin-off ou suite.

## Autour du film
Anecdotes,,,
- Dans la version DVD, après le générique de fin, on peut voir Rocky Balboa pendant le tournage d'un film en train de danser, vêtu de sous-vêtements féminins.
- Le film n'a pas été projeté au préalable auprès des critiques.
- WILHELM SCREAM : Guerrier perse tombant d'une falaise.
- En 2019, il s'agit de l'un des trois films écrits et réalisés par Jason Friedberg et Aaron Seltzer à ne pas contenir le mot « film » dans le titre. Les autres sont Mords-moi sans hésitation et Starving Games.
- Le film a conduit Sean Maguire à être choisi pour incarner le personnage principal de la série comique fantastique de courte durée Kröd Mändoon et l'épée flamboyante de feu, qui a été interrompue après une saison en raison de ses critiques mitigées.
- Travis Van Winkle (Sonio) a joué un rôle dans Transformers, l'un des films parodiés.
- L'ancien critique de cinéma devenu scénariste et auteur C. Robert Cargill se souvient avoir vu le film avec le groupe de spectateurs le plus bruyant et le plus stupide qu'il ait jamais rencontré jusqu'à présent. Quinze minutes après le début de Meet The Spartans, tout le monde dans la salle est sorti en se plaignant de la qualité du film. C'était la seule fois pendant le film que Cargill avait ri.
- Ce film marque les débuts de Nicole Parker et d'Emily Wilson.
- L'une des références spécifiques que fait le capitaine (joué par Kevin Sorbo) est qu'il « deviendra Hercule sur ton cul » lorsqu'il se bat, faisant référence à son rôle d'Hercule : Les voyages légendaires (1995).